# UFC 71
UFC 71: Liddell vs. Jackson è stato un evento di arti marziali miste tenuto dalla Ultimate Fighting Championship l'26 maggio 2007 all'MGM Grand Garden Arena di Las Vegas, Stati Uniti.

## Retroscena
Venne annunciato che il vincitore della sfida per il titolo dei pesi mediomassimi tra Chuck Liddell e Quinton Jackson avrebbe poi affrontato il campione dei pesi medi Pride Dan Henderson per unificare le due cinture.
Sean Salmon avrebbe dovuto affrontare Eric Schafer, ma quest'ultimo s'infortunò e venne rimpiazzato da Alan Belcher.

## Risultati

### Card preliminare
- Incontro categoria Pesi Mediomassimi:  Wilson Gouveia contro  Carmelo Marrero

Gouveia sconfisse Marrero per sottomissione (strangolamento a ghigliottina) a 3:06 del primo round.
- Incontro categoria Pesi Leggeri:  Din Thomas contro  Jeremy Stephens

Thomas sconfisse Stephens per sottomissione (armbar) a 2:44 del secondo round.
- Incontro categoria Pesi Mediomassimi:  Alan Belcher contro  Sean Salmon

Belcher sconfisse Salmon per sottomissione (strangolamento a ghigliottina) a 0:53 del primo round.
- Incontro categoria Pesi Mediomassimi:  Thiago Silva contro  James Irvin

Silva sconfisse Irvin per KO Tecnico (infortunio al ginocchio) a 1:06 del primo round.

### Card principale
- Incontro categoria Pesi Medi:  Chris Leben contro  Kalib Starnes

Starnes sconfisse Leben per decisione unanime (29–28, 30–27, 29–28).
- Incontro categoria Pesi Mediomassimi:  Keith Jardine contro  Houston Alexander

Alexander sconfisse Jardine per KO (pugni e ginocchiate) a 0:48 del primo round.
- Incontro categoria Pesi Medi:  Ivan Salaverry contro  Terry Martin

Martin sconfisse Salaverry per KO Tecnico (body slam e pugni) a 2:04 del primo round.
- Incontro categoria Pesi Welter:  Karo Parisyan contro  Josh Burkman

Parisyan sconfisse Burkman per decisione unanime (30–27, 30–27, 29–28).
- Incontro per il titolo dei Pesi Mediomassimi:  Chuck Liddell (c) contro  Quinton Jackson

Jackson sconfisse Liddell per KO (pugni) a 1:53 del primo round e divenne il nuovo campione dei pesi mediomassimi.

## Premi
Ai vincitori sono stati assegnati 60.000$ per i seguenti premi:
- Fight of the Night:  Chris Leben contro  Kalib Starnes
- Knockout of the Night:  Quinton Jackson
- Submission of the Night:  Din Thomas